# پوتکا (هوانوکو)
پوتکا (به اسپانیایی: Putka) یک کوه در پرو است که در Peru, Huánuco Region واقع شده‌است. پوتکا ۴٬۴۰۰ متر بالاتر از سطح دریا واقع شده‌است.